# سووتسکیی، خانتی-مانسی
شهر سووتسکی (به روسی: Советский) در کشور روسیه و در ناحیه خودگردان خانتی-مانسی واقع شده‌است.